# If London Were Syria
If London Were Syria, zatytułowany na YouTube Most Shocking Second a Day Video, – 93-sekundowa reklama charytatywna oraz film krótkometrażowy, stworzony przez Don’t Panic London dla Save The Children UK, z okazji trzeciej rocznicy wybuchu syryjskiej wojny domowej. Przedstawia młodą Brytyjkę przeżywającą skutki hipotetycznej wojny domowej na ulicach Londynu. Wszystko przedstawione w filmie zostało oparte na faktycznych relacjach dzieci w Syrii. Celem filmu jest przedstawienie życia dzieci dorastających w otoczeniu wojny, aby zwrócić uwagę na młodych ludzi uwikłanych w wojnę domową w Syrii.

## Fabuła
Wideo przedstawia młodą Brytyjkę doświadczającą skutków hipotetycznej wojny domowej na ulicach Londynu, pokazując drugi dzień jej życia przez kilka dni w ciągu roku, od jednej rocznicy urodzin do następnej.
W scenie rozpoczynającej film dziewczynka jest na przyjęciu urodzinowym, z rodzicami i przyjaciółmi, a przed nią tort ze świeczkami. Jest proszona o złożenie życzenia. Przez cały czas trwania reklamy nadal prowadzi zwyczajne życie z kochającą rodziną i przyjaciółmi, ale wkrótce Londyn pogrąża się w wojnie. Pod koniec filmu straciła ojca podczas biegania z matką. W swoje następne urodziny widziana jest w szpitalnym łóżku i ponownie zostaje podarowana przez matkę z ciastem i świeczką oraz poproszona o złożenie życzenia. Wideo kończy się linijką „Just because it isn’t happening here doesn’t mean it isn’t happening.” Na końcu okazuje się, że film jest oparty na prawdziwych historiach o tym, jak dzieci żyją w Syrii podczas wojny domowej i podkreśla pracę organizacji Save the Children w celu poprawy życia dzieci w Syrii i na całym świecie.

## Odbiór
Film został wydany 5 marca 2014 r. Natychmiast znalazł się w wiadomościach w wielu brytyjskich gazetach i magazynach, w tym The Independent, Telegraph, Huffington Post (UK), Express, Metro i The Mirror. Relacjonowano go również w międzynarodowych mediach, takich jak Time Magazine, Adweek, Al-Arabijja i Washington Post. Redakcja w Washington Post zauważyła, że wideo może wydawać się szokujące dla osób, które nie doświadczyły lub nie przeczytały z bliska doświadczeń ludzi, którzy przeszli przez wojny domowe, i podkreślił profile gazety dotyczące uchodźców z wojen domowych.
Film uzyskał ponad 23 miliony wyświetleń na YouTube w niecały tydzień. Wideo zostało również wymienione jako pierwsze z pięciu cieszących się dużym powodzeniem filmów marki non-profit w pierwszym kwartale 2014 r.
W listopadzie 2014 r. amerykański aktor Ashton Kutcher zamieścił artykuł A Plus  na temat tego wideo na swojej stronie na Facebooku (A Plus to strona internetowa współzałożona przez Kutchera, który jest również prezesem zarządu). Spowodowało to 10 milionów wyświetleń strony wideo i uczyniło go drugim najczęściej oglądanym filmem w YouTube.
Do maja 2019 r. film zgromadził ponad 62 miliony wyświetleń w serwisie YouTube. Według strony internetowej Don’t Panic London, wideo pojawiło się dwukrotnie na stronie głównej Reddit, zostało udostępnione 920 000 razy i spowodowało wzrost subskrypcji kanału Save the Children na YouTube o ponad 1000%.